# Евецкий, Орест Степанович
Орест Степанович Евецкий (укр. Орест Степанович Євецький; ок. 1805 — ?) — статистик, малороссийский фольклорист, этнограф, писатель, публицист, исследователь истории XIX века. Тайный советник. Брат Ф. С. Евецкого. Отец Ф. О. Евецкого.

## Биография
Родился в Александровском уезде Екатеринославской губернии. Потомственный дворянин.
В 1829 году окончил историко-филологический факультет Харьковского университета и 9 октября вступил в службу. Известно, что в конце 1831 — начале 1832 годов он был в поездке по Иркутскому краю — его путевые впечатления, которые он записывал в пути, были опубликованы в 1837 году в Варшаве, а затем в 1838 и 1841 годах в различных изданиях Санкт-Петербурга.
Затем служил на Кавказе и составил «Статистическое описание Закавказского края», которое было издано в Санкт-Петербурге в 1835 году. В это время он уже служил в Варшаве — в канцелярии наместника Царства Польского И. Ф. Паскевича-Эриванского: с 1840 года — начальник отделения (статский советник), затем — вице-директор (с 04.04.1848 — в чине действительного статского советника) и директор. В июне 1859 года вышел в отставку.
По переписи на июнь 1853 года владел в Александровском уезде Екатеринославской губернии 252 крепостными душами.
Был награждён российскими орденами Св. Станислава 1-й и 2-й (28.3.1845) ст., Св. Анны 2-й ст. с императорской короной (6.9.1849), Св. Владимира 3-й ст. (14.12.1851) и австрийским орденом Св. Леопольда (Командорский крест, 1850).
В 1914 году в Санкт-Петербурге в «Библиотеке уголовных процессов» вышли мемуары его сына Ивана «Во власти страсти. Почему я убил (Исповедь осужденного)», в которых он указывал, что его отец женился на дочери генерала Трусова, Марии Фёдоровне Трусовой, которая была намного моложе его. У них родилось много детей, из которых остались в живых 4 мальчика и 4 девочки; среди них, кроме Ивана, известность получили Фёдор Орестович Евецкий и Ольга Орестовна Щербак (муж — врач А. В. Щербак)).
О своём отце Иван Орестович Евецкий писал:

…няня пугала меня им, говоря, что отец сумасшедший. Действительно, он страдал много лет… Насколько у него ослабели умственные способности, я, конечно, судить не могу, но расстройством нравственного чувства он безусловно страдал, так как, не стесняясь моим присутствием, позволял себе с крепостными девушками, ежедневно мывшими пол в комнатах, большие непристойности…
Скончался он в родовом нашем имении Орестополь, где и погребён, причём бывшие его крепостные над могилой воздвигли часовню в знак глубокой благодарности за его родительские к ним отношения и за щедрое одарение их землёй.

## Творчество
Рано под влиянием И. И. Срезневского начал заниматься собиранием образцов народной малорусской словесности.
Был участником кружка харьковских романтиков; принимал участие в подготовке и выходе Украинского Альманаха, одного из первых украинских альманахов, изданного на русском и украинском языках в 1831 году в Харькове Срезневским вместе с Росковшенко. Поместил в нём прозаический отрывок «Гаркуша» (повествующий об известном предводителе крестьянских восстаний), который вмещал образцы украинского разговорного языка.
Собирал фольклор, который позже опубликовал в сборнике «Запорожская старина» И. И. Срезневского и др.
Первые его статьи: «Записки из путевых заметок, веденных в мае — июле 1835 г., по Силезии, Саксонии и Богемии» («Телескоп», 1835, 28), «Русинская летопись» и «Универсал гетмана Богдана Хмельницкого» («Моск. Наблюд.» — 1835, I. — С. 125—135).
Он также написал статьи по географии и статистике Кавказа для «Энциклопедического лексикона» А. А. Плюшара.